# Communauté caribéenne
Institutions
La Communauté caribéenne, ou Communauté des Caraïbes en abrégé CARICOM ou CC   (en anglais : Caribbean Community, en néerlandais : Caribische Gemeenschap et en espagnol : Comunidad del Caribe), est une organisation internationale régionale dont sont membres plusieurs États anglophones des Caraïbes, le Suriname néerlandophone et Haïti, à la fois francophone et créolophone. L'organisation a quatre langues officielles, mais sa seule langue de travail est l'anglais. Cependant, le président haïtien Michel Martelly a demandé en 2011 que le français devienne également langue officielle en insistant sur le fait que son pays, Haïti, représente à lui seul la moitié de la population de l'organisation.
Elle est née le 4 juillet 1973 du traité de Chaguaramas entre quatre pays (la Barbade, le Guyana, la Jamaïque et Trinité-et-Tobago) avec pour objectifs de renforcer les liens interétatiques dans la Caraïbe, et de construire un espace de libre-échange autour d'un marché unique : le CSME (économie et marché unique caribéen, en anglais : Carribean Single Market and Economie) dont la mise en pratique est prévue par la révision de 2001 du Traité de Chaguaramas,.
Actuellement elle est composée de quinze États membres et de sept membres associés, la majorité appartenant au Commonwealth. Il existe actuellement aussi sept États observateurs de cet espace. Les États membres sont Antigua-et-Barbuda, les Bahamas, la Barbade, le Belize, la Dominique, la Grenade, le Guyana, Haïti, la Jamaïque, Montserrat, Saint-Christophe-et-Niévès, Sainte-Lucie, Saint-Vincent-et-les-Grenadines, le Suriname et Trinité-et-Tobago. Les membres associés : Anguilla, les Bermudes, les Îles Caïmans, les Îles Vierges britanniques, les Îles Turques-et-Caïques, le Curaçao et la Martinique (depuis février 2025). Montserrat présente la particularité de figurer dans la liste officielle des « États membres », bien qu'il s'agisse d'un territoire britannique.
Les principaux organes de décision de l'organisation sont les conférences des chefs d'État et le Conseil des ministres.

## Antécédents à la communauté actuelle
La CARICOM remplace l'Association de libre-échange des Caraïbes (CARIFTA), qui a existé entre 1965 et 1972. Cette association avait elle-même été constituée pour renforcer l'alliance économique des pays anglophones des Caraïbes en lieu et place de la Fédération des Indes occidentales (West Indies Federation) existante entre le 3 janvier 1958 et le 31 mai 1962.
La communauté est née sous le nom de Communauté et Marché commun de la Caraïbe avec le traité de Chaguaramas signé le 4 juillet 1973 par les Premiers ministres Errol W. Barrow de la Barbade, L.F.S. Burnham du Guyana, Michael Manley de Jamaïque et Eric Williams de Trinité-et-Tobago.
Le 5 juillet 2001, lors de la vingt-deuxième rencontre des membres à Nassau (Bahamas), les chefs des gouvernements de la Communauté caribéenne ont révisé le traité de Chaguaramas
ré-établissant les statuts de la CARICOM en y incluant le marché et l'économie unique caribéenne (CSME) ainsi que la création de la Cour caribéenne de justice.

## Participation
Haïti est d'abord entré dans la CARICOM en tant que membre provisionnel le 4 juillet 1998 pour ne devenir membre de plein droit que quatre ans plus tard en 2002. 
En mars 2004, la participation d'Haïti à la CARICOM a été suspendue par son premier ministre Gérard Latortue en réponse à la visite du président haïtien sortant, Jean-Bertrand Aristide, en Jamaïque. La participation d'Haïti a été effectivement suspendue le 29 février 2004, car la CARICOM a refusé de reconnaître le gouvernement intérimaire. Haïti a réintégré la Caricom à la suite de l'élection de René Préval et la création de son nouveau gouvernement.
En juillet 1999, Anguilla a réintégré la CARICOM, cette fois-ci en tant que membre associé. Elle faisait en effet partie de la CARICOM de 1974 à 1980 quand elle était associée à Saint-Christophe-et-Niévès, dans l'ancien État de Saint-Christophe-Niévès-Anguilla.
En 2005, le ministre des affaires étrangères de la République dominicaine a proposé l'intégration de son pays dans la CARICOM. Il n'était pas évident que celle-ci soit acceptée par les autres membres de la CARICOM, en raison du poids de la population et de l'économie dominicaine par rapport à celles des autres États membres. Cette demande s'explique par le fait que l'État voisin d'Hispaniola : Haïti, fait lui partie de la Caricom. Il a été proposé que les relations entre la CARICOM et la République dominicaine soient resserrées par le biais de l’Association des États de la Caraïbe (AEC).
Depuis 2012, la Guadeloupe, la Guyane et la Martinique se sont chacune portées candidates pour siéger en tant que membre associé de la CARICOM. La candidature de la Martinique a depuis été acceptée en septembre 2023 et l'accord d'adhésion, en tant que membre associé, a été signé le 20 février 2025 à la Barbade. Aucune suite officielle n'a pour l'instant été donnée en ce qui concerne la Guadeloupe et la Guyane.

## Structure
À la suite de la restructuration de 2001, la CARICOM fonctionne ainsi :

### L'exécutif
Le pouvoir exécutif est constitué :
- des représentants de l'exécutif de chaque États membre,
- d'un président (à tour de rôle le président ou le Premier ministre de chaque État membre pour six mois),
- d'un secrétaire général (chef de facto de l'exécutif, élu pour cinq ans par les représentants de chaque État membre)
- et du secrétariat de la CARICOM (chef de l'organe administratif).

Il existe aussi un cabinet pour quasiment chaque chef de gouvernement à qui il délègue des responsabilités ou des dossiers spécifiques de développement et d'intégration régionale.

### La branche législative
Le Conseil de la Communauté se compose des ministres responsables des affaires communautaires, plus d'autres ministres dont la désignation est laissée à l'entière discrétion des États membres. Il s'agit là de l'un des principaux organes de la Communauté (l'autre étant la Conférence des chefs de gouvernement). Il est assisté de quatre autres conseils et de trois comités.

#### Les autres conseils
- Le conseil des finances (Council for Finance and Planning, COFAP)
- Le conseil du commerce et du développement économique (Council for Trade and Economic Development, COTED)
- Le conseil des affaires étrangères et communautaires (Council for Foreign and Community Relations, COFCOR)
- Le conseil pour le développement (Council for Human and Social Development, COHSOD)

#### Les comités
- Le comité aux affaires juridiques[14]: fournit des avis juridiques aux conseils et organismes de la Communauté;
- Le comité budgétaire: examine le projet de budget et le programme de travail du Secrétariat et fournit des recommandations au conseil de la Communauté;
- Le comité des directeurs de banques centrales: fournit des recommandations au COFAP dans le domaine monétaire et financier.

### Les institutions judiciaires
La cour caribéenne de justice (CCJ) sera l'organe de règlement des disputes au sein de la CARICOM. Elle doit aussi remplacer, comme Cour d'appel en dernier ressort pour les États membres ayant adopté cette disposition, le Comité judiciaire du Conseil privé (Judicial Committee of the Privy Council), basé à Londres, au Royaume-Uni. La CCJ a son siège à Port-d'Espagne, Trinité-et-Tobago.

### Organes de la communauté des Caraïbes
- Conférence des chefs de gouvernement
- Chefs de gouvernement de la CARICOM[17]
- Comité permanent des ministres - Il rassemble pour un même domaine les ministres des États membres (par exemple le Comité permanent des Ministres de la Santé)

### Secrétariat
- Secrétariat de la Communauté des Caraïbes
- Secrétariat général de la Communauté caribéenne

Le Secrétariat est basé à Georgetown, au Guyana.
Le secrétariat s'engage à « mettre en œuvre une organisation et des services dynamiques, en partenariat avec les institutions et groupes de la Communauté, pour aboutir à une Communauté durable et compétitive au plan international, en améliorant la qualité de vie de tous ». 

### Institutions de la Communauté caribéenne
- Caribbean Disaster Emergency Response Agency (CDERA)
- Caribbean Institute for Meteorology and Hydrology (CIMH)
- Caribbean Meterological Organisation (CMO)
- Caribbean Food Corporation (CFC)
- Caribbean Environment Health Institute (CEHI)
- Caribbean Agriculture Research and Development Institute (CARDI)
- Caribbean Regional Centre for the Education and training of Animal Health and Veterinary Public Health Assistants (REPAHA)
- Assembly of Caribbean Community Parliamentarians (ACCP)
- Caribbean Centre for Development Administration (CARICAD)
- Caribbean Food and Nutrition Institute (CFNI)
- Caribbean Examination Council (CXC)
- CARICOM Single Market and Economy (CSME)
- Cour caribéenne de justice : Caribbean Court of Justice (CCJ)

### Institutions associées
- Banque de développement des Caraïbes (CDB)
- Université du Guyana (UG)
- Université des Indes occidentales (UWI)
- Caribbean Law Institute / Caribbean Law Institute Centre (CLI / CLIC)
- Organisation des États de la Caraïbe orientale (OECO)

## Projets de la CARICOM

### Marché unique de la CARICOM

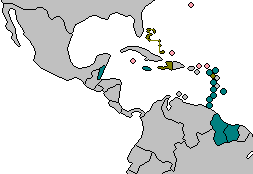
Membre de la CARICOM membre du Marché unique
Membre de la CARICOM non membre du Marché unique
Membre associé de la CARICOM

Un accord entre la Barbade, la Jamaïque et Trinité-et-Tobago a été signé le 5 janvier 2005.
L'objectif était que les douze autres États membres rejoignent le Marché unique avant la fin de l'année. Le Traité a pris effet le 1er janvier 2006 avec la Barbade, le Belize, la Jamaïque, le Guyana, le Suriname et Trinité-et-Tobago pour premiers membres. Le territoire britannique de Montserrat cherche à obtenir l'accord du Royaume-Uni pour faire partie du marché unique. Haïti ne rejoindra pas le marché unique en raison de la situation politique interne et les Bahamas en raison d'une disposition autorisant les travailleurs qualifiés à se déplacer librement.
Le Secrétariat de la CARICOM maintient des contacts étroits avec l'Organisation des États de la Caraïbe orientale.

### Passeport commun de la CARICOM

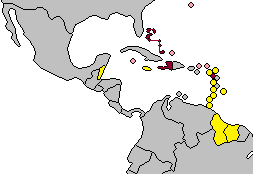
Membre de la CARICOM avec passeport commun
Membre de la CARICOM sans passeport commun
Membre associé de la CARICOM

Ce passeport, en plus de permettre la liberté de circulation et des économies d'échelle aux États membres, permet la prise de conscience d'une identité commune par les citoyens. Les nouveaux passeports disposent d'une meilleure sécurisation et sont lisibles en machine. Le 7 janvier 2005, la République du Suriname est devenue le premier État membre à le mettre en place. Puis, en avril 2005, ce fut le cas de Saint-Vincent-et-les-Grenadines, et le 25 octobre 2005, de Saint-Christophe-et-Niévès. Les autres États membres devraient faire de même à mesure que leurs stocks d'anciens passeports parviendront à épuisement.

#### Conception du passeport
les trois couleurs en sont :
- bleu foncé pour les civils
- vert pour les représentants du gouvernement
- rouge pour les diplomates.

Les passeports font souvent figurer côte à côte les symboles nationaux et celui de la CARICOM. Les passeports du Surinam ont été créés par la Canadian Banknote Company Ltd. pour un coût d’un million et demi de dollars sur cinq ans.

### Perspectives futures
- Fusion des lignes aériennes
- Charte de la société civile
- Union monétaire
- Liberté de déplacement
- Union(s) politique(s)
- Bourse régionale
- centrale d'achat

### Libre-échange
À partir des années 2000, les États de la CARICOM ont eu pour nouvel objectif l'établissement d'Accord de libre-échange avec les partenaires commerciaux locaux et régionaux. Ce processus s'effectue dans le cadre du Caribbean Regional Negociating Machinery (CRNM).

#### Accords préférentiels
- CARICOM - Venezuela (1er janvier 1993)
- CARICOM - Colombie (1er janvier 1995)

#### Accords de libre-échange
- CARICOM - Cuba (5 juillet 2000)[19]
- CARICOM - République dominicaine (décembre 2001)
- CARICOM - Costa Rica (9 mars 2004)

#### À l'étude
- CARICOM - Canada : le Canada finalise pour l'instant l'accord de libre échange avec l'Amérique centrale CAFTA.
- CARICOM - Union européenne
- CARICOM - Mercosur : les négociations ont débuté en mai 2005

De plus, douze des quinze membres de la CARICOM (à l’exception de la Barbade et de Trinité-et-Tobago) font partie de l´alliance Petrocaribe mise en place en 2005 avec le Venezuela et permettant aux pays signataire d´acheter le pétrole de ce dernier à des conditions de paiement préférentielles.